# L'Imperio
L'Imperio è un romanzo incompiuto dello scrittore italiano Federico De Roberto, appartenente al filone letterario del romanzo parlamentare. Fu pubblicato postumo nel 1929.

## Genesi
L'autore cominciò a lavorarvi già nel 1894, subito dopo aver concluso I Viceré, di cui L'Imperio doveva essere la continuazione. Portati a termine i primi cinque capitoli, De Roberto abbandonò la stesura per riprenderla soltanto nel 1908, anno in cui si recò fra l'altro a Roma per studiare da vicino il mondo parlamentare che faceva da sfondo al romanzo. L'opera, proseguita in maniera discontinua negli anni successivi, rimase incompiuta alla morte dell'autore.

## Trama
Il romanzo narra le vicende di don Consalvo Uzeda, principe di Francalanza, uomo ambizioso e spregiudicato, che, eletto deputato, si trasferisce a Roma dalla sua Catania, e qui, approfittando del suo nome e delle sue ricchezze, riesce poco alla volta a farsi largo nella vita politica italiana. Muovendosi abilmente in una trama sconfortante di intrighi e macchinazioni messe in atto da uomini piccoli e meschini, ognuno teso soltanto al proprio interesse, egli riuscirà alla fine a diventare ministro.

## Edizioni
- L'Imperio, Milano, Mondadori, 1929-1994.
- L'Imperio, a cura di Nunzio Zago, Milano, BUR, 2009, ISBN 978-88-170-2897-4.
- L'Imperio, Milano, Mursia, 2012, ISBN 978-88-425-5132-4.
- L'Imperio, a cura di Gabriele Pedullà, Collana I Grandi Libri, Milano, Garzanti, 2019, ISBN 978-88-118-1155-8.
- Federico De Roberto e Ernesta Valle, Si dubita sempre delle cose più belle. Parole d'amore e di letteratura, Milano, Bompiani, 2014, ISBN 978-88-587-6854-9.